# Рогов, Савва
Са́вва Ро́гов (в произношении и написании XVI века — Сава, не позднее 1510-е, Корела или Иван-Гора — 1577 или 1578, Новгород или Москва) — русский мастер церковного пения, руководитель крупнейшего в конце 1530-х — первой половине 1540-х годов училища знаменного пения, существовавшего в Новгороде, учитель выдающихся мастеров распева Фёдора Крестьянина, Ивана Носа (создатели московской школы знаменного пения) и Стефана Голыша (основатель усольской школы), старший брат крупного церковного деятеля второй половины XVI века митрополита ростовского, ярославского и белозерского Варлаама (в миру Василий Рогов).

## Биография
Небольшое количество сохранившихся кратких свидетельств XVI—XVII веков позволяет реконструировать некоторые факты биографии Саввы Рогова. Наиболее ценное среди них содержится в «Предисловии, откуду и от какого времени начася в нашей Рустей земли осмогласное пение» (оно написано в 1630-е годы). Савва Рогов родился либо в Кореле, втором по величине городе Новгородской земли, либо в деревне Иван-Гора Бежецкой пятины Новгородской области (об этом свидетельствуют нарративные источники, но подтверждения в переписных книгах ни тому, ни другому факту нет). Долгое время считалось, что его и брата отцом был священник Карп, однако современные исследователи установили, что эта версия является результатом хронологической ошибки. Ошибкой является и утверждение, существовавшее в советское время, что Савва и Василий Роговы были карелами.
В конце 1530-х — первой половине 1540-х годов является руководителем училища знаменного пения в Новгороде. Среди его учеников упоминаются Фёдор Крестьянин, Иван Нос, Стефан Голыш, младший брат Саввы Рогова Василий (в иночестве Варлаам). Существует предположение, что училище продолжило свою деятельность в Москве при дворе Ивана IV Грозного. В 1578 году в монастырскую казну Соловецкого монастыря Василий Рогов внес деньги на совершение сорокоустов — двадцать алтын «по брате своем, по Саве». Из данной записи следует, что Савва Рогов скончался незадолго до этого.

## Проблема творчества
Распевы Саввы Рогова до нашего времени не сохранились. В документах нет прямых указаний на создание Саввой Роговым песнопений для православного богослужения. Возможно, он ограничивался только преподавательской деятельностью, тем не менее, его имя часто упоминается среди имен распевщиков XVI века в современной музыковедческой литературе.